# CubCrafters Carbon Cub SS
CubCrafters CC11-160 Carbon Cub SS je enomotorno propelersko lahko športno letalo zasnovano na podlagi Piper J-3 Cuba. Carbon Cub za razliko komponentne iz lahkih karbonskih vlaken in 180 KM motor, oboje mu omogoča zelo dobre STOL sposobnosti.
Carbon Cub je za okrog 120 kg lažji od Super Cuba

## Specifikacije (Carbon Cub SS)
Podatki iz Flying
Splošne značilnosti
- Število sedežev: 2
- Dolžina: 22,75 ft (6,93 m)
- Razpon kril: 34,25 ft (10,44 m)
- Višina: 9,25 ft (2,82 m)
- Površina kril: 171,9 sq ft (15,97 m2)
- Vitkost: 5,2-1
- Aeroprofil: USA35(B)
- Teža praznega letala: 932 lb (423 kg)
- Bruto teža: 1.320 lb (599 kg)
- Kapaciteta goriva: 24 galon
- Pogon letala: 1 × CC340 Protibatni motor, 180 hp (130 kW)
- Propelerji: št. lopatic: 2 CATTO kompozitni propeler

Zmogljivost
- Maks. hitrost: 123 kn; 227 km/h (141 mph)
- Potovalna hitrost: 104 kn; 193 km/h (120 mph)
- Hitrost pri porušitvi vzgona: 27 kn; 50 km/h (31 mph)
- Višina leta (servisna): 17.999 ft (5.486 m)
- Hitrost vzpenjanja: 2.100 ft/min (11 m/s)
- Obremenitev krila: 7,37 lb/sq ft (36,0 kg/m2)
- Razmerje potisk/teža: 7,33(KM